# 西莫内·罗萨尔巴

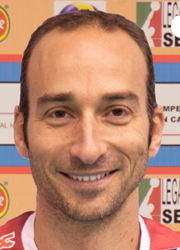
西莫内·罗萨尔巴

西莫内·罗萨尔巴（義大利語：Simone Rosalba，1976年1月31日—），意大利前男子排球运动员。他曾代表意大利国家队参加2000年夏季奥林匹克运动会排球比赛，结果收获一枚铜牌。